# Team Ninja
Team Ninja (チームニンジャ, meist stilisiert als Team NINJA) ist ein japanisches Entwicklungsstudio für Computerspiele. Es ist ein internes Entwicklungsstudio des japanischen Publishers Koei Tecmo, das 1995 unter Leitung von Tomonobu Itagaki gegründet wurde. Es ist vor allem bekannt für die Spielereihen Dead or Alive und Ninja Gaiden.

## Geschichte
Team Ninja wurde 1996 als internes Entwicklungsteam des japanischen Publishers Tecmo gegründet, um die Heimkonsolenfassung von Dead or Alive zu entwickeln. Das von Tomonobu Itagaki nach dem Vorbild von Virtua Fighter konzipierte Arcade-Prügelspiel brachte Tecmo nach zwei Verlustjahren den sehnlich erwarteten Verkaufserfolg, um das Unternehmen finanziell zu entlasten und vor der Insolvenz zu bewahren. Mit dem 2004 veröffentlichten Ninja Gaiden belebte Team Ninja außerdem eine alte Tecmo-Serie aus den Tagen des Nintendo Entertainment Systems wieder.
Im Juli 2008 trennten sich die Wege von Itagaki und Tecmo im Streit über Bonuszahlungen. Als Teil des Tecmo-Konzerns machte auch Team Ninja 2009 den Zusammenschluss mit Koei zu Koei Tecmo mit, wobei es als internes Entwicklungsstudio erhalten blieb. 2013 wurde Team Ninja intern nochmals auf zwei Teams aufgeteilt: Ichigaya Development Group 1 unter Leitung des bisherigen Team-Ninja-Leiters Yosuke Hayashi und Ichigaya Development Group 2 unter Leitung des Project-Zero-Produzenten Keisuke Kikuchi. 2017 veröffentlichte Team Ninja das spielerisch von Dark Souls inspirierte Action-Rollenspiel Nioh. Das Spiel basiert ursprünglich auf einem unvollendeten Drehbuch des Filmregisseurs Akira Kurosawa und befand sich zunächst als klassisches Japano-Rollenspiel seit 2004 bei Koei in der Entwicklung. In dieser Zeit durchlief das Spiel mehrere Überarbeitungsphasen und Entwicklerwechsel, bis die Verantwortung für die Fertigstellung des Titels 2011 schließlich vollständig an Team Ninja übertragen wurde. Das Spiel wurde als eine erfolgreiche Rückkehr Team Ninjas zu einem von starken Spielfiguren bestimmten Konzept bezeichnet, im Gegensatz zu den eher leicht zugänglichen Action-Adventures der 2010er-Jahre. Bis Februar 2020 wurden 3 Millionen Exemplare des Spiels ausgeliefert.

## Veröffentlichte Spiele
- 1996: Dead or Alive (Arcade, Saturn, PSOne)
- 1999: Dead or Alive 2 (Arcade, Dreamcast, PS2)
- 2001: Dead or Alive 3 (Xbox)
- 2003: Dead or Alive Xtreme Beach Volleyball (Xbox)
- 2004: Ninja Gaiden (Xbox, PS3, PSVita)
- 2004: Dead or Alive Ultimate (Xbox)
- 2005: Dead or Alive 4 (X360)
- 2006: Dead or Alive Xtreme 2 (X360)
- 2008: Ninja Gaiden: Dragon Sword (NDS)
- 2008: Ninja Gaiden 2 (X360, PS3, PSVita)
- 2010: Metroid: Other M (Wii) – Ko-Entwicklung mit Nintendo SPD
- 2011: Dead or Alive: Dimensions (3DS)
- 2012: Ninja Gaiden 3 (PS3, X360, Wii U)
- 2012: Ninja Gaiden 3: Razor’s Edge (PS3, X360, Wii U)
- 2012: Dead or Alive 5 (PS3, X360)
- 2013: Dead or Alive 5 Plus (PSVita)
- 2013: Dead or Alive 5 Ultimate (PS3, X360)
- 2014: Yaiba: Ninja Gaiden Z (PS3, X360, Windows) – Ko-Entwicklung mit Spark Unlimited und Comcept
- 2014: Hyrule Warriors (Wii U, 3DS (2016), Switch (2018)) – Ko-Entwicklung mit Omega Force
- 2015: Dead or Alive 5 Last Round (Windows, PS3, PS4, X360, XOne)
- 2015: Dissidia Final Fantasy NT (Arcade, PS4)
- 2016: Dead or Alive Xtreme 3 (PS4, PSVita)
- 2017: Nioh (PS4, Windows, PS5)
- 2017: Dead or Alive Xtreme Venus Vacation (Windows, Mac OS)
- 2017: Dissidia Final Fantasy: Opera Omnia (Android, iOS)
- 2017: Fire Emblem Warriors (Switch, 3DS) – Ko-Entwicklung mit Omega Force
- 2019: Dead or Alive 6 (PS4, XOne, Windows)
- 2019: Dead or Alive Xtreme 3 Scarlet (PS4, Switch)
- 2019: Marvel Ultimate Alliance 3: The Black Order (Switch)
- 2020: Nioh 2 (PS4, Windows, PS5)
- 2021: Nioh 2: Complete Edition (PS4, Windows, PS5)
- 2022: Stranger of Paradise: Final Fantasy Origin (PS4, Xbox One, Windows, PS5, Xbox Series X/S)
- 2022: Fire Emblem Warriors: Three Houses (Switch)
- 2023: Wo Long: Fallen Dynasty (PS4, PS5, Windows, Xbox One, Xbox Series X/S)
- 2024: Rise of the Ronin (PS5)